# Colacosiphon filiformis
Colacosiphon filiformis är en svampart som beskrevs av R. Kirschner, R. Bauer & Oberw. 2001. Colacosiphon filiformis ingår i släktet Colacosiphon och familjen Cryptomycocolacaceae.   Inga underarter finns listade i Catalogue of Life.